# Nein, meine Söhne geb’ ich nicht
Nein, meine Söhne geb’ ich nicht ist ein pazifistisches Lied des deutschen Liedermachers Reinhard Mey aus dem Jahr 1986. Er veröffentlichte den Song auf seinem Solo-Album Alleingang sowie als Single und spielte ihn in den folgenden Jahren mehrfach für Live-Alben. Das Lied befasst sich mit dem Thema Kriegsdienstverweigerung und auch mit der Flucht vor dem Krieg. 2020 veröffentlichte Reinhard Mey mit mehreren weiteren Musikern eine neue Version des Liedes zur Unterstützung der Arbeit der Organisation Friedensdorf International, die kranke und verletzte Kinder aus Kriegsgebieten betreut.

## Text und Musik
Nein, meine Söhne geb’ ich nicht ist eine ruhig vorgetragene Ballade, die in der Originalversion von Reinhard Mey auf der akustischen Gitarre sowie teilweise von einem elektronischen Piano und in der dritten Strophe von einer Trommel mit angedeutetem Marschrhythmus begleitet wird. Das Lied wird mit einer kurzen Gitarren- und Pianosequenz eingeleitet und in einem 4/4-Takt gespielt.

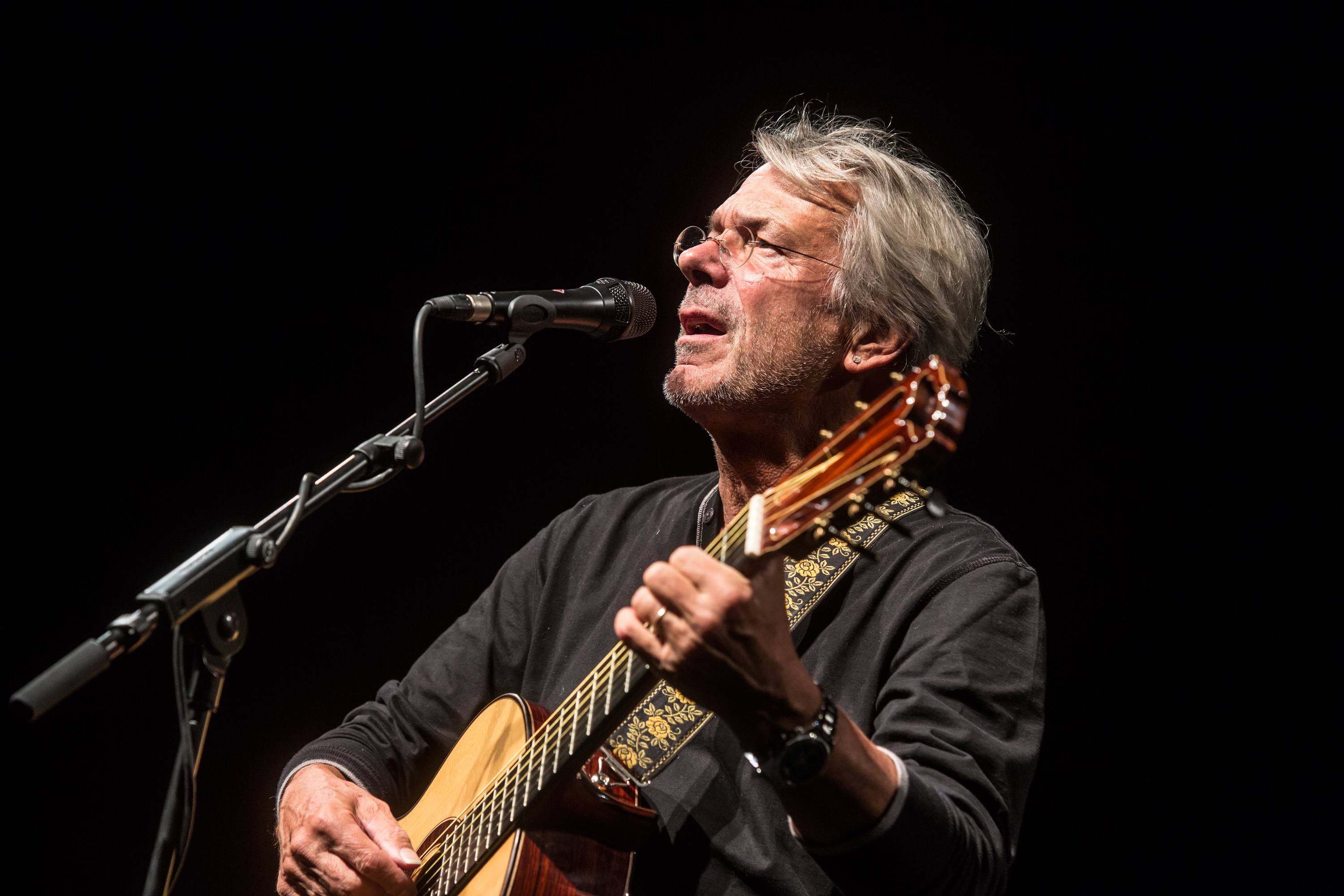
Reinhard Mey, 2014

Der Text von Nein, meine Söhne geb’ ich nicht ist in sechs Strophen aufgebaut, die jeweils mit dem Refraintext „Nein, meine Söhne geb’ ich nicht“ enden. Aus Meys realer Perspektive als Vater zweier Söhne wählte er die Form eines offenen Briefes an einen namentlich nicht näher bezeichneten Adressaten, denkbar wären Kreiswehrersatzamt oder auch das Verteidigungsministerium („Ich schreib’ euch besser schon beizeiten“). Der Sänger schildert, wie er seine beiden Söhne aufgezogen, beschützt und behütet sowie „zur Achtung vor dem Leben“ erzogen hat. Er betont, dass er alles dafür tun wird, dass sie „keine Waffen tragen“ und dass sie nicht in den Krieg ziehen werden:

„Kein Ziel und keine Ehre, keine Pflicht,

sind's wert dafür zu töten und zu sterben.“

In der ersten Hälfte der dritten Strophe wechselt die musikalische Begleitung: Im Hintergrund spielt eine Trommel einen düsteren Marschrhythmus, während die Gitarrenbegleitung reduziert wird.

„Sie werden nicht in Reih' und Glied marschieren,

nicht durchhalten, nicht kämpfen bis zuletzt,

auf einem gottverlass’nen Feld erfrieren,

während ihr euch in weiche Kissen setzt.“

In den letzten beiden Strophen betont er, dass er seine Söhne „Ungehorsam […], den Widerstand und die Unbeugsamkeit“ lehren wird, „vor keinem als sich selber grad’zustehen“. Er würde eher mit ihnen fliehen, als dass sie zu Knechten der Obrigkeit werden sollen. Er zieht dem Krieg ein Leben in der Fremde, „ein Leben wie Diebe in der Nacht“, vor, statt das Leben seiner Söhne für „den Wahn“ der Herrschenden zu geben.

## Hintergrund
Anders als seine Liedermacherkollegen Degenhardt und Wader war Reinhard Mey nie parteipolitisch engagiert. In der Zeit der 68er-Bewegung sah er sich scharfer Kritik von links ausgesetzt, und seine Texte galten vielen als zu unpolitisch. Ein Autor nennt zwar „prototypische“ Friedenslieder wie Vertreterbesuch (1970) und Frieden (1994) in Meys Repertoire, erkennt jedoch keine Texte, die sich zeitlich im Diskurs der neuen Friedensbewegung zwischen Mitte der 1970er und 1990 als Friedenslieder einordnen ließen. Gesellschaftskritische Texte fand man jedoch durchaus bereits früh im Werk Reinhard Meys, häufig aus einer emotionalen oder persönlichen, nur implizit politischen Perspektive heraus – womit er den „lang getragenen Konsens, dass sich das ‚politische Lied‘ und das ‚private Lied‘ ausschließen würden“, durchbreche (vgl. auch Politik der ersten Person). Spätestens seit den 1980er Jahren jedenfalls sind Meys Texte häufig explizit pazifistisch, etwa in Alle Soldaten woll’n nach Haus (1990), Die Waffen nieder (2004) oder Kai (2007).
Nein, meine Söhne geb’ ich nicht ordnet sich insofern gleich doppelt in die Werke Meys ein: zeitlich einerseits in eine Reihe von hochpersönlichen Liedern aus seiner noch jungen Perspektive als Vater (Menschenjunges [1977], Keine ruhige Minute [1979]), andererseits thematisch in seine gesellschaftskritischen und pazifistischen Texte.

## Veröffentlichungen und Erfolge
Reinhard Mey veröffentlichte Nein, meine Söhne geb’ ich nicht im Jahr 1986 auf seinem Album Alleingang sowie im Folgejahr 1987 als Single gemeinsam mit dem Lied Asche und Glut. Das Album konnte sich in den Deutschen Albumcharts platzieren und stieg bis auf Platz 27, insgesamt blieb es 12 Wochen in den Charts. Die Single wurde kein Charthit. Zudem veröffentlichte Reinhard Mey das Lied auf mehreren Live-Alben, beginnend mit Die Große Tournee '86 über Mit Lust und Liebe - Konzerte '90/91 bis !Ich kann von seiner Nanga-Parbat-Tournee von 2005 bis 2006. Zudem erschien das Lied auf mehreren Kompilationsalben mit Hits von Reinhard Mey, darunter Mein Apfelbäumchen im Jahr 1989. 1996 wurde es mit dem SWF-Liederpreis ausgezeichnet.

## Coverversionen
2016 erschien das Album Mehr als nur ein bisschen Frieden der österreichischen Sängerin Angelika Sacher, auf der sie, zusammen mit dem Pianisten Klaus Bergmaier, das Lied neben weiteren Antikriegsliedern coverte.

### Reinhard Mey und Freunde
Im September 2020 veröffentlichte Reinhard Mey mit mehreren Künstlern als „Reinhard Mey und Freunde“ ein Musikvideo, in dem sie das Lied Nein, meine Söhne geb’ ich nicht gemeinsam interpretierten. Das Video entstand als Benefizaktion zur Unterstützung der Arbeit von Friedensdorf International, die kranke und verletzte Kinder aus Kriegsgebieten versorgen.
Beteiligt waren neben Reinhard Mey unter anderem Moira Serfling, Sängerin des Hamburger Pop-Duos Nervling, Silke Meyer, ehemalige Violinistin bei Subway to Sally, Eric Fish, der Sänger von Subway to Sally, sowie Ally Storch, die auch in dieser Aufnahme die Violine spielt. Hinzu kommen Holly Loose, Leadsänger der Band Letzte Instanz, Katja Moslehner, ehemalige Sängerin der Band Faun, Eric Burton  (ehemaliger Profimusiker und heute Musikmanager, u. a. von Joachim Witt), Andreas Stitz und seine Band Leichtmatrose, Daniel Schulz, Sänger der Rockband Unzucht, Esther Jung, Seraphina Kalze, B. Deutung, Joachim Witt und Luci Van Org.
Anders als das ruhige Original enthält diese Version in der fünften Strophe eine rocklastige Passage mit verzerrter E-Gitarre sowie energischem Gesang von Luci Van Org, begleitet durch Andreas Stitz. Danach singt Mey selbst die letzte Strophe, mit der das Lied ruhig ausklingt. Vor dem Hintergrund des russischen Überfalls auf die Ukraine wurde das Musikvideo auf YouTube bis Anfang Oktober 2022 über 11,5 Millionen Mal gespielt.

### Unidos por un cambio
Im August 2022 veröffentlichten sechs junge Musikerinnen und Musiker aus Kolumbien, die sich Unidos por un cambio (auf Deutsch: „gemeinsam für den Wandel“) nannten, eine spanische Version des Liedes unter dem Titel No te daré a mis hijos („Ich werde dir meine Söhne nicht geben“). Die Einnahmen kamen einer Stiftung für notleidende Kinder in Kolumbien zugute. Das dazugehörige Musikvideo wurde auf YouTube veröffentlicht.

### Weitere Versionen
2022 entstand im Rahmen eines Chorprojektes unter der Leitung von Arrangeurin und Chorleiterin Manuela Frey ein Video. 28 Sängerinnen und Sänger verschiedener Chöre der Region Aachen nahmen das Lied gemeinsam a cappella im Studio auf. Die Audioaufnahme übernahm Tom Engels vom Tor-2 Studio Aachen, Audiomix und Videoproduktion unterlagen Oliver Spanke.
Neben den genannten Chorversionen gibt es auch weitere Aufnahmen von Laien. So veröffentlichte im März 2022 die Sängerin Johanna Gerber auf YouTube ihre Version des Liedes, begleitet auf der Gitarre von Andreas Demleitner, der auch den Backgroundgesang übernahm. Am 9. August 2024 veröffentlichten sechs Freundinnen und Freunde von Reinhard Mey die schwedische Version Nej mina söner får ni ej.

## Belege
1. 1 2 3  
Nein, meine Söhne geb' ich nicht, Noten und Text auf reinhard-mey.de; abgerufen am 2. Oktober 2020.
2. ↑  Artur R. Boelderl, Ursula Esterl, Nicola Mitterer: Poetik des Widerstands: Eine Festschrift für Werner Wintersteiner. StudienVerlag, Innsbruck-Wien-Bozen 2020, ISBN 978-3-7065-6050-4 (eingeschränkte Vorschau in der Google-Buchsuche).
3. ↑  Marc Sygalski: 4.3. Wie Orpheus singen: Reinhard Mey. In: Seminar für Deutsche Philologie der Georg-August-Universität Göttingen (Hrsg.): Das »politische Lied« in der Bundesrepublik Deutschland zwischen 1964 und 1989 am Beispiel von Franz Josef Degenhardt, Hannes Wader und Reinhard Mey (= eScripta. Göttinger Schriftenreihe für studentische Germanistik.). 2011, ISSN 2192-0559, S. 36–48.
4. ↑  Marc Sygalski: 3.2.3. »Implosion« der Burg Waldeck-Festivals (1968 und 1969). In: Seminar für Deutsche Philologie der Georg-August-Universität Göttingen (Hrsg.): Das »politische Lied« in der Bundesrepublik Deutschland zwischen 1964 und 1989 am Beispiel von Franz Josef Degenhardt, Hannes Wader und Reinhard Mey (= eScripta. Göttinger Schriftenreihe für studentische Germanistik.). 2011, ISSN 2192-0559, S. 113–119.
5. ↑  Reinhard Mey: Alle Lieder. 14. Auflage. Edition Reinhard Mey, Berlin 2016, ISBN 978-3-925482-31-1, S. 336.
6. ↑  Kersten Sven Roth: Das politische Liedermacherlied vor, während und nach 1968 – zur Modellierung dynamischer Textsorten-Diskurs-Relationen. In: Sprache und Wissen (1968). DE GRUYTER, Berlin, Boston 2012, ISBN 978-3-11-025472-3, S. 190–191, doi:10.1515/9783110254723.163 (degruyter.com [abgerufen am 3. Oktober 2020]).
7. 1 2  Marc Sygalski: 4.3.2. Nein, meine Söhne gebʼ ich nicht – das Private im Politischen. In: Seminar für Deutsche Philologie der Georg-August-Universität Göttingen (Hrsg.): Das »politische Lied« in der Bundesrepublik Deutschland zwischen 1964 und 1989 am Beispiel von Franz Josef Degenhardt, Hannes Wader und Reinhard Mey (= eScripta. Göttinger Schriftenreihe für studentische Germanistik.). 2011, ISSN 2192-0559, S. 120–122 (gwdg.de [PDF]).
8. ↑  
Reinhard Mey – Alleingang bei Discogs; abgerufen am 12. August 2020.
9. ↑  
Reinhard Mey – Nein, meine Söhne geb' ich nicht bei Discogs; abgerufen am 12. August 2020.
10. ↑  
Reinhard Mey – Die Große Tournee '86 bei Discogs; abgerufen am 12. August 2020.
11. ↑  
Reinhard Mey – Mit Lust Und Liebe - Konzerte '90/91 bei Discogs; abgerufen am 12. August 2020.
12. ↑  
Reinhard Mey – !Ich kann bei Discogs; abgerufen am 12. August 2020.
13. ↑  
Reinhard Mey – Mein Apfelbäumchen bei Discogs; abgerufen am 12. August 2020.
14. ↑  Chronik der ARD | SWF-Liederpreis an Reinhard Mey. Abgerufen am 3. Oktober 2020.
15. ↑  Nein, meine Söhne geb ich nicht auf tiktok.com, abgerufen am 23. Dezember 2022.
16. ↑  Reinhard Mey & Friends: Nein, meine Söhne geb' ich nicht Lied und Hintergrundinfos auf Friedensdorf.de, abgerufen am 29. Oktober 2020.
17. 1 2  
Reinhard Mey & Freunde - Nein, meine Söhne geb' ich nicht [Offizielles Video] auf YouTube, abgerufen am 2. Oktober 2022.
18. 1 2  Drei starke Songs für den Lockdown. In: Leipziger Zeitung. 14. Dezember 2020, abgerufen am 1. April 2021 (deutsch).
19. ↑  No te daré a mis hijos – Nein meine Söhne geb ich nicht! In: Reinhard Mey. 28. August 2022, abgerufen am 28. Oktober 2022 (deutsch).
20. ↑  Unidos por un cambio: Unidos Por Un Cambio – No Te Daré A Mis Hijos (Video Oficial) auf YouTube, 26. August 2022, abgerufen am 19. Oktober 2023.
21. ↑  Unsere Chorleiterin bei chor-o-ton-geilenkirchen.de, abgerufen am 23. Dezember 2022.
22. ↑  Manuela Frey: Nein, meine Söhne geb' ich nicht auf YouTube, 27. September 2022, abgerufen am 19. Oktober 2023.
23. ↑  Aachener Projekt: Ein Chor-Video bewegt Tausende Zuschauer, Tendenz steigend auf aachener-zeitung.de, 11. Oktober 2022, abgerufen am 22. Dezember 2022.
24. ↑  Ein Youtube-Video mit Beteiligung einiger KataStrophen erreicht Tausende Zuschauer auf katastrophe-aachen.de, abgerufen am 22. Dezember 2022.
25. ↑  Reinhard-Mey-Chronik. Abgerufen am 21. August 2024.
26. ↑  schwedische Version. Abgerufen am 21. August 2024.